# 綾瀬川山左エ門 (1876年生)
綾瀬川 山左エ門（あやせがわ さんざえもん、1876年10月4日 - 1943年5月23日）は、山形県西村山郡河北町出身で藤島部屋、朝日山部屋、尾車部屋に所属した力士。主に大阪相撲で取った。本名は田宮 與惣吉(与惣二とも）。最高位関脇。176cm、101kg。

## 来歴
1900年5月初土俵、恵まれた体格から有望視されたが、素行が悪く脱走し大阪相撲に加入した。1905年1月場所で新入幕。翌6月場所4日目には、前の場所まで3場所連続土付かずを続けていた大関大木戸の28連勝（1分1預）をとめる銀星をあげた。大木戸にはこの直後から19連勝（2分）があり、5場所連続での土付かずと47連勝を逃す黒星だったことになる。1906年5月場所、大木戸に負けただけの8勝1敗1休で優勝同点にあたる成績をあげ、翌場所で関脇に昇進。その後も三役から幕内上位の力を保った。
その後1910年6月場所で幕内5枚目格付出で東京相撲に帰参。だが、1勝も出来ずに途中休場。師匠から破門を言い渡された。その後は大道芸人になりインドに洋行したことがある。

## 主な成績
- 東京相撲　幕内通算1場所　0勝7敗3休

## 改名
藤ノ谷→荒嶋→綾瀬川